# Matteo Achilli
Matteo Achilli (Roma, 7 febbraio 1992) è un imprenditore italiano.
È conosciuto principalmente per essere il fondatore di Egomnia, una piattaforma italiana per il networking professionale.

## Biografia
Achilli è nato a Roma e ha studiato economia presso l'Università Bocconi di Milano. All'età di 20 anni ha fondato Egomnia, una startup nata con l'obiettivo di creare un sistema meritocratico per l'incontro tra domanda e offerta di lavoro, basato su un algoritmo proprietario di ranking dei candidati.

## Egomnia
Fondata nel 2012, Egomnia si è presentata come alternativa italiana a LinkedIn, permettendo agli utenti di essere valutati e ordinati secondo criteri come il percorso di studi, le esperienze professionali e le soft skills. La piattaforma ha rapidamente attirato l'attenzione dei media e di numerose aziende, tra cui Vodafone, Assicurazioni Generali e Microsoft.

## Riconoscimenti e media
Nel 2012 la rivista Panorama Economy gli ha dedicato la copertina, definendolo "lo Zuckerberg italiano". È stato incluso nella serie documentaria The Next Billionaires prodotta dalla BBC ed è intervenuto in numerose conferenze internazionali, tra cui TEDx e Startup Grind.
La sua storia è stata raccontata nel 2017 nel film The Startup, diretto da Alessandro D’Alatri, con Andrea Arcangeli nei panni del protagonista.

## Controversie
Nel 2017, in seguito all’uscita del film The Startup, alcuni articoli di stampa sollevarono dubbi sulla coerenza tra l’ampia visibilità mediatica ricevuta da Egomnia e i risultati effettivamente conseguiti dalla startup.
Le critiche riguardavano in particolare la comunicazione di collaborazioni aziendali e dati economici, ritenuti da alcune fonti sovrastimati rispetto alla reale attività della società. Achilli ha respinto le contestazioni, attribuendole a interpretazioni scorrette del progetto e a un eccesso di attenzione mediatica.

## Attività attuale
Matteo Achilli continua a guidare Egomnia S.p.A. come presidente del consiglio di amministrazione. Il 26 marzo 2024, la società è stata quotata sul segmento professionale di Euronext Growth Milan. In seguito alla quotazione, Achilli detiene oltre il 90% del capitale sociale.